# Austroaeschna pulchra
Austroaeschna pulchra är en trollsländeart som beskrevs av Tillyard in Martin 1909. Austroaeschna pulchra ingår i släktet Austroaeschna och familjen mosaiktrollsländor. Inga underarter finns listade i Catalogue of Life.